# Ремейко, Александр Георгиевич
Александр Георгиевич Ремейко (Тихомиров) (1894—1937) — советский партийный и государственный деятель, председатель Винницкого, Подольского, Новосибирского, Иркутского и Курского губисполкомов, член ЦИК СССР и ВЦИК.

## Биография
Родился в 1894 г. в д. Савково Муромского уезда Владимирской губернии (сейчас — Родниковский район Ивановской области) в семье рабочих-текстильщиков. Настоящая фамилия Тихомиров. Окончил церковно-приходскую школу в с Новинское Кинешемского уезда Костромской губернии (1905) и двуклассную школу Министерства народного просвещения в с. Родники Юрьевского уезда (1909).
С 1909 г. работал курьером («мальчиком») при фабричной конторе, затем конторским служащим, чернорабочим на фабрике Красильщиковых в Родниках. В 1912 г. переехал в г. Москву, где, продолжая работать на ткацкой фабрике Красильщиковых, три года учился на заочном отделении университета им. Шанявского.
В 1914 г. окончил двухклассное училище, экстерном сдал экзамены на звание учителя. В июне того же года вступил в РСДРП(б) и в марте-апреле 1915 г. работал секретарем Симоновской объединённой больничной кассы рабочего клуба «Просвещение».
В апреле 1915 г. был избран на Пироговский съезд Общества врачей по борьбе с алкоголизмом, по дороге его арестовали и на непродолжительное время (до июня) заключили в тюрьму в Таганроге. В сентябре того же года вернулся в Москву. Вскоре снова был арестован и провел в тюрьме около двух месяцев. После освобождения в начале 1916 года переехал в Петроград и сменил фамилию на Ремейко. Работал в больничной кассе Невского завода, затем — секретарем рабочей кассы гвоздильного завода на Васильевском острове. В августе 1916 г. уехал на Урал на Лысьвенский завод, где его избрали председателем рабочего кооператива. В конце того же года уехал в Пермь, работал в местной организации РСДРП.
После Февральской революции 1917 г. участвовал в создании Совета рабочих депутатов и был избран членом исполкома. В марте-августе 1917 гг. — член комитета, заместитель председателя, председатель Пермской организации РСДРП (б). После Октябрьской революции — на профсоюзной работе.
После захвата Перми белыми (в ночь с 23 на 24 декабря 1918 года) был под угрозой расстрела, содержался 13 дней в вагоне смертников, потом был переведен в тюрьму, откуда впоследствии удалось бежать. Перейдя фронт, работал зав. продотделом губисполкома, редактором газеты «Известия Пермского губисполкома», товарищем председателя губкома РКП(б), в профсоюзах.
С октября 1919 по июнь 1920 г. служил в Красной Армии (инструктор, затем военный комиссар бригады Красной Уральской дивизии). В июне 1920 года демобилизован по решению ЦК партии и направлен на профсоюзную работу: до февраля 1921 г. заведующий организационным отделом ВЦСПС, затем членом правления ЦК Всероссийского профсоюза горняков. С декабря 1921 г. —председатель Курского губернского совета профсоюзов и одновременно член губкома РКП (б). В 1923 — председатель Одесского губернского совета профсоюзов.
- 1923—1925 председатель Подольского, затем Винницкого и Волынского губисполкомов.
- с июня по 17 сентября 1925 г. председатель Новониколаевского губисполкома (с 25 мая 1925 года согласно постановлению президиума ВЦИК РСФСР все губернии, уезды и волости в Сибири ликвидированы).
- с 17 сентября 1925 по 15 июня 1926 г. председатель Новониколаевского окрисполкома и горсовета, одновременно председатель окружного Совета профсоюзов.

С 26 июня 1926 г. председатель Иркутского губисполкома(сменил Лосевича Евгения Владиславовича) (28 июня 1926 года Постановлением ВЦИК Иркутская губерния упразднена, на её территории созданы 3 округа Сибирского края — Иркутский, Тулунский и Киренский). С августа 1926 г. — председатель Иркутского окружного комитета РКП(б), с 13 октября 1926 по 4 марта 1927 г. — председатель Иркутского горисполкома.
27.12.1927 — 6.1928 председатель Курского губисполкома.
В 1928—1930 гг. — заместитель председателя исполкома Совета Центрально-Чернозёмной области (Воронеж).
В 1930 году поступил в Институт красной профессуры, но не окончил его — в 1932 г. был отозван для работы в ЦКК-РКИ, преобразованной впоследствии в Комиссию советского контроля (КСК), руководитель оперативных групп просвещения и здравоохранения и жилищно-коммунальной.
Делегат XV, XVI и XVII съездов ВКП(б), на последнем был избран членом КСК. Член ЦИК СССР всех семи созывов — с 1922 по 1935 год. Избирался членом ВЦИК и ВУЦИК.
Арестован 19 июня 1937 г. по обвинению в участии в контрреволюционной террористической организации.
Осуждён 29 октября 1937 г. и приговорён к ВМН, расстрелян на следующий день.

## Семья
Жена (с 1923) Софья Михайловна Ремейко (1904—1987) (детский врач), дети Галина (Золотова) (1924), Ангара (1926) и Олег (1936).

## Память
В июне 2016 года в Доме на Набережной в его честь установлена табличка.